# 1757
1757 (MDCCLVII) byl rok, který dle gregoriánského kalendáře započal sobotou.

## Události
- 21. dubna – Pruská armáda zvítězila nad rakouskou v bitvě u Liberce.
- 6. května – Pruská armáda porazila rakouskou v bitvě u Štěrbohol a zahájila 45denní obléhání Prahy.
- 18. června – Rakouská armáda zvítězila nad pruskou v bitvě u Kolína. Prusové odtáhli z Čech.
- 23. června – vojska Britské Východoindické společnosti porazila v bitvě u Palásí spojené síly bengálského navába a Francouzské Východoindické společnosti. Bitva otevřela cestu britské dominanci v Indii.
- 23. července – Rakouská armáda během ostřelování z velké části zničila saské město Žitava, ve které byly pruské jednotky.
- 26. července – Francouzská armáda zvítězila nad spojenými armádami Hannoverska, Velké Británie, Hesenska-Kasselska a Brunšvicka-Lüneburska v bitvě u Hastenbecku.
- 30. srpna – Ruská armáda zvítězila nad pruskou v bitvě u Groß-Jägersdorfu.
- 16. října – Rakouský polní maršál Andrej Hadik s 3 500 husary obsadil Berlín a nechal si od Prusů zaplatit výkupné statisíce tolarů.
- 30. října – Zemřel osmanský sultán Osman III. a na trůn nastoupil Mustafa III.
- 5. listopadu – Pruská armáda zvítězila nad francouzskou a rakouskou v bitvě u Rossbachu.
- 22. listopadu – Rakouská armáda zvítězila nad pruskou v bitvě u Vratislavi.
- 5. prosince – Pruská armáda zvítězila nad rakouskou v bitvě u Leuthenu.

### Probíhající události
- 1754–1763 – Francouzsko-indiánská válka
- 1756–1763 – Sedmiletá válka

## Narození

### Česko
- 20. ledna – Jan Nepomuk Mitrovský, přírodovědec, mecenáš a skladatel († 20. května 1799)
- 8. prosince – Alois Martin David, kněz, astronom a kartograf († 22. února 1836)

### Svět

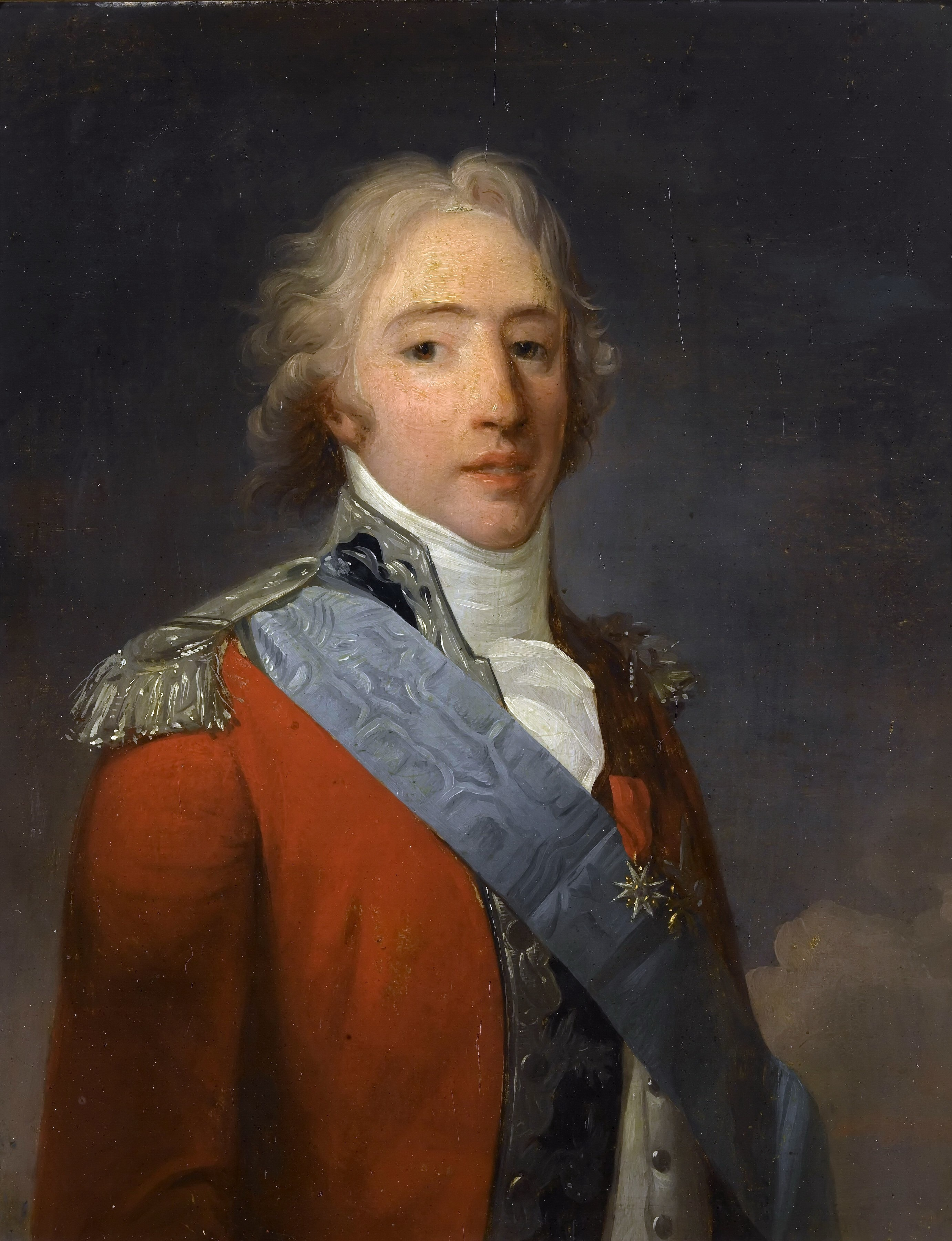
Karel X. (* 9. října)

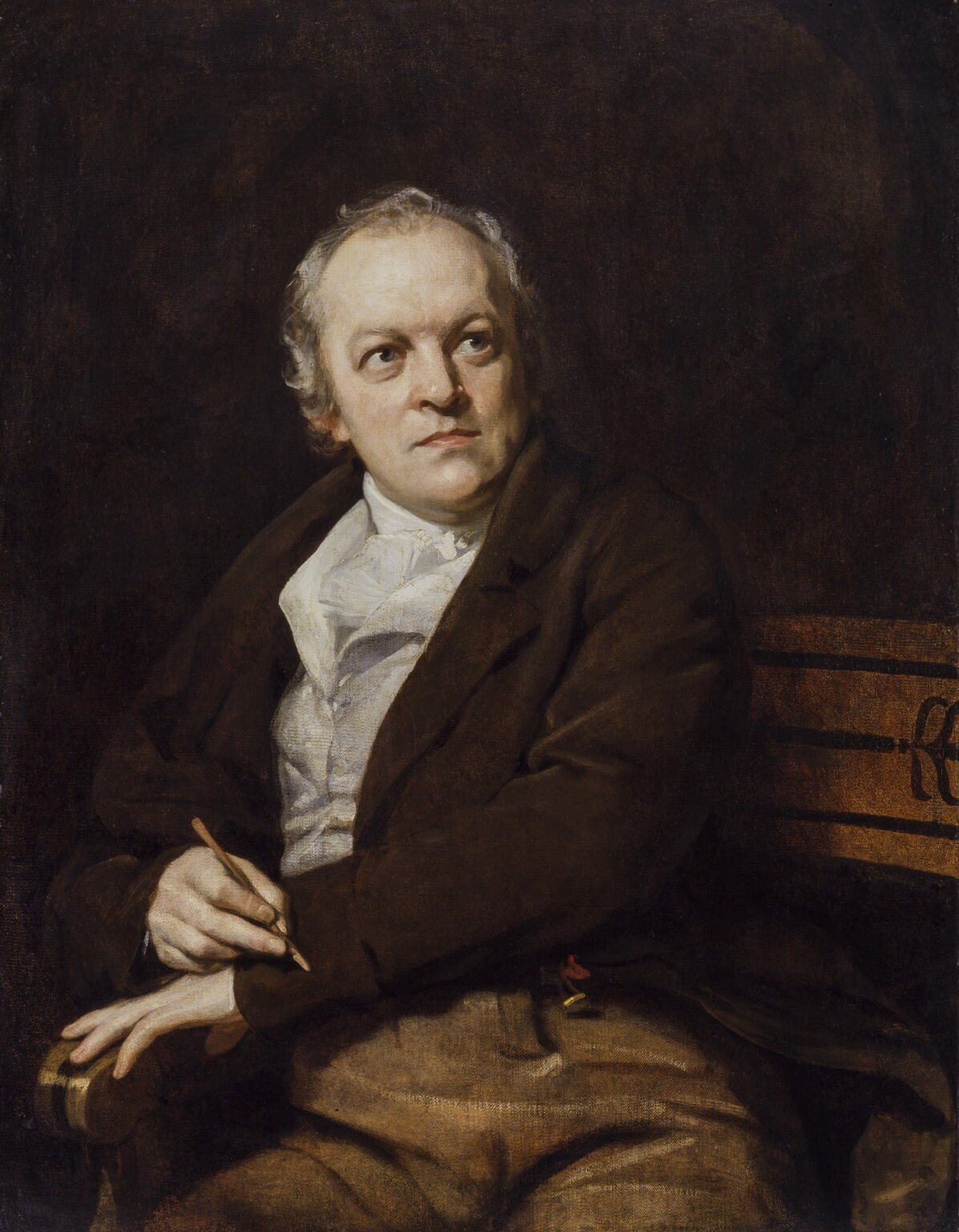
William Blake (* 28. listopadu)

- 30. ledna – Luisa Hesensko-Darmstadtská, velkovévodkyně Sasko-výmarsko-eisenašská († 14. října 1830)
- 3. února – Pál Kitaibel, maďarský botanik a chemik († 13. prosince 1817)
- 13. února – Thaddäus Anton Dereser, německý kněz a odborník na hermeneutiku a orientální jazyky († 16. června 1827)
- 30. března – Jean-François Pilâtre de Rozier, francouzský fyzik a průkopník letectví († 15. května 1785)
- 30. května – Henry Addington, britský státník († 15. února 1844)
- 7. června – Georgiana Cavendishová, anglická vévodkyně († 30. března 1806)
- 9. června – Jan Rudolf Czernin z Chudenic, prezident císařské akademie výtvarných umění († 23. dubna 1845)
- 18. června – Ignaz Joseph Pleyel, francouzský skladatel, dirigent a nástrojař († 14. listopadu 1831)
- 22. června – George Vancouver, britský mořeplavec († 30. března 1798)
- 31. května – Philip Yorke, 3. hrabě z Hardwicke, britský politik a šlechtic († 18. listopadu 1834)
- 9. července – Wojciech Bogusławski, polský spisovatel, herec a režisér († 23. července 1829)
- 4. srpna
  - Vladimir Borovikovskij, rusko-ukrajinský malíř († 18. dubna 1825)
  - Guillaume-Joseph Roques, francouzský malíř († 1847)
- 9. srpna – Thomas Telford, skotský stavební inženýr († 9. září 1834)
- 17. srpna – Adam Bartsch, rakouský mědirytec, grafik a spisovatel († 21. srpna 1821)
- 21. srpna – Gustaf von Paykull, švédský ornitolog a entomolog († 28. ledna 1826)
- 6. září – Gilbert du Motier, markýz de La Fayette, francouzský aristokrat a revolucionář († 20. května 1834)
- 15. září – Karl Philipp Moritz, německý spisovatel, editor a esejista († 26. června 1793)
- 9. října – Karel X., francouzský král z rodu Bourbonů († 6. listopadu 1836)
- 10. října – Erik Acharius, švédský botanik († 14. srpna 1819)
- 14. října – Charles Abbot, britský právník a politik († 8. května 1829)
- 1. listopadu – Antonio Canova, italský sochař, představitel klasicismu († 13. října 1822)
- 11. listopadu – Charles Pierre François Augereau, francouzský napoleonský maršál († 11. června 1816)
- 15. listopadu – Jacques-René Hébert, francouzský revolucionář († 24. března 1794)
- 28. listopadu – William Blake, anglický malíř a básník († 12. srpna 1827)
- neznámé datum – Rigas Feraios, řecký vlastenec a básník († 24. června 1798)

## Úmrtí

### Česko

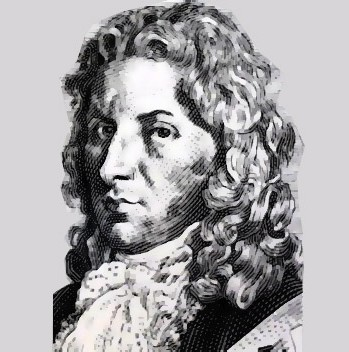
Jan Václav Stamic († 27. března)

- 27. března – Jan Václav Stamic, houslista a skladatel (* 19. června 1717)
- 17. června – Mořic Grimm, brněnský architekt německého původu (* 3. dubna 1669)
- 25. června – Augustin Václav Möltzer, kněz, arciděkan v Horní Polici (* 22. října 1695)
- 26. června – Jan Antonín Vocásek, barokní malíř (* 26. února 1706)
- 4. října – Jan Jiří Benda (otec), tkadlec a vesnický muzikant, zakladatel hudebního rodu (* 25. dubna 1686)

### Svět
- 9. ledna – Bernard le Bovier de Fontenelle, francouzský filosof a spisovatel (* 11. února 1657)
- 14. března – John Byng, britský admirál (* 28. října 1704)
- 16. dubna – Daniel Gran, rakouský freskař a malíř (* 22. května 1694)
- 6. května – Charles Fitzroy, 2. vévoda z Graftonu, anglický šlechtic pocházející z nemanželského potomstva krále Karla II. (* 25. října 1683)
- 27. června – Christoph Hermann von Manstein, pruský generál (* 1. září 1711)
- 28. června – Žofie Dorotea Hannoverská, pruská královna (* 16. března 1687)
- 15. července – Johann Caspar Bagnato, německý barokní stavitel († 1696)
- 18. července – Eleonora Marie Karolína z Lichtenštejna, lichtenštejnská princezna (* 1703)
- 23. července – Domenico Scarlatti, italský hudebník a hudební skladatel
- 28. srpna – David Hartley, anglický filozof a přírodovědec (* 8. srpna 1705)
- 13. září – Pavel Ernest Jablonský, německý teolog a orientalista (* 28. prosince 1693)
- 17. října – René-Antoine Ferchault de Réaumur, francouzský vědec
- 30. října – Osman III., sultán Osmanské říše (* 3. ledna 1699)
- 17. listopadu – Marie Josefa Habsburská, rakouská arcivévodkyně ( 8. prosince 1699)
- 28. prosince – Karolina Alžběta Hannoverská, třetí dcera britského krále Jiřího II. (* 10. června 1713)
- neznámé datum
  - Emanuele d'Astorga, italský barokní skladatel (* 20. března 1680)
  - Lozang Kalzang Gjamccho, tibetský dalajlama († 1708)

## Hlavy států
- Francie – Ludvík XV. (1715–1774)

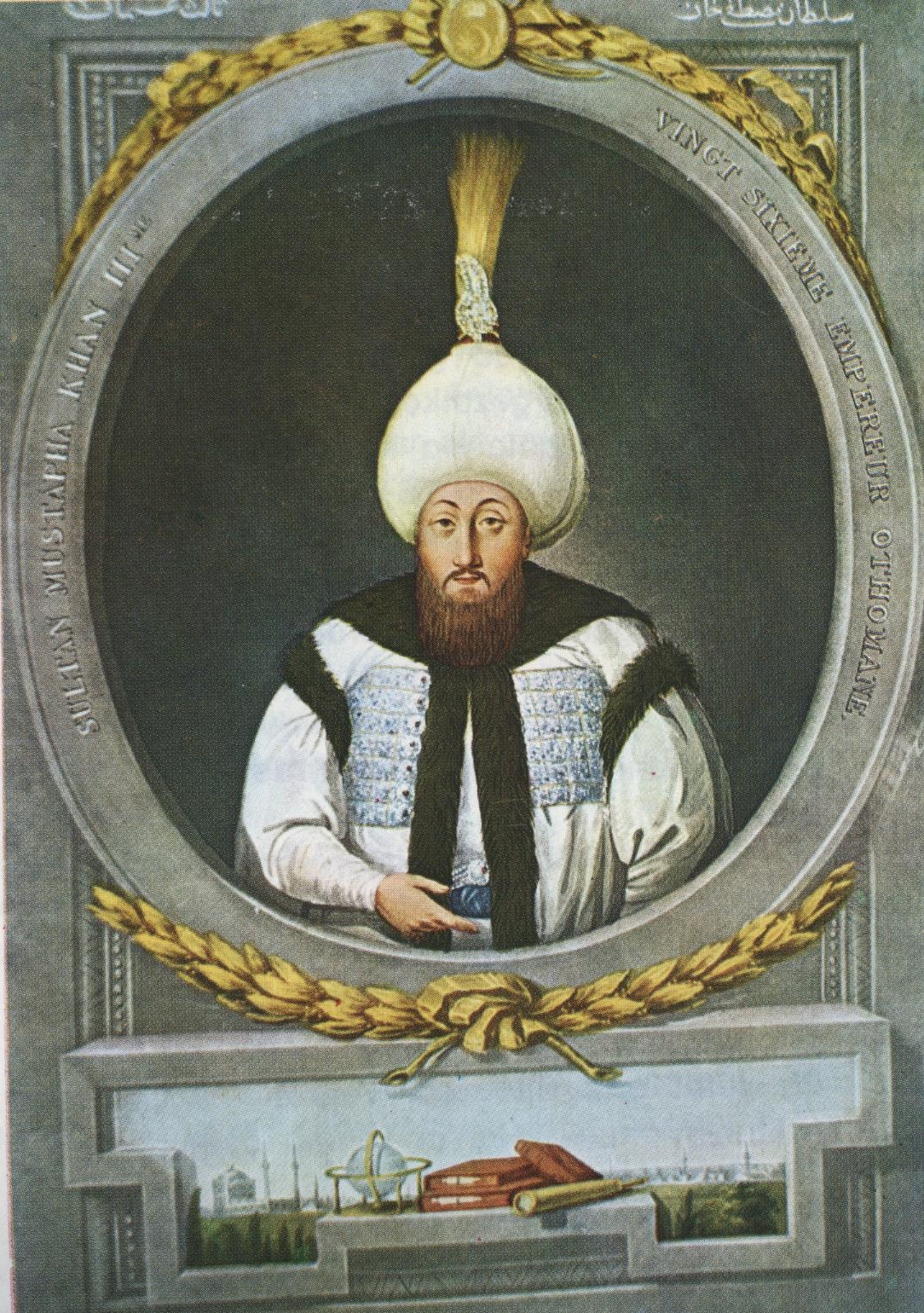
Osmanským sultánem se stal Mustafa III.

- Habsburská monarchie – Marie Terezie (1740–1780)
- Osmanská říše – Osman III. (1854–1857) / Mustafa III. (1757–1774)
- Polsko – August III. (1734–1763)
- Prusko – Fridrich II. (1740–1786)
- Rusko – Alžběta Petrovna (1741–1762)
- Španělsko – Ferdinand VI. (1746–1759)
- Švédsko – Adolf I. Fridrich (1751–1771)
- Velká Británie – Jiří II. (1727–1760)
- Svatá říše římská – František I. Štěpán Lotrinský (1745–1765)
- Papež – Benedikt XIV. (1740–1758)
- Japonsko – Momozono (1747–1762)